# Salón Condal (Londres)

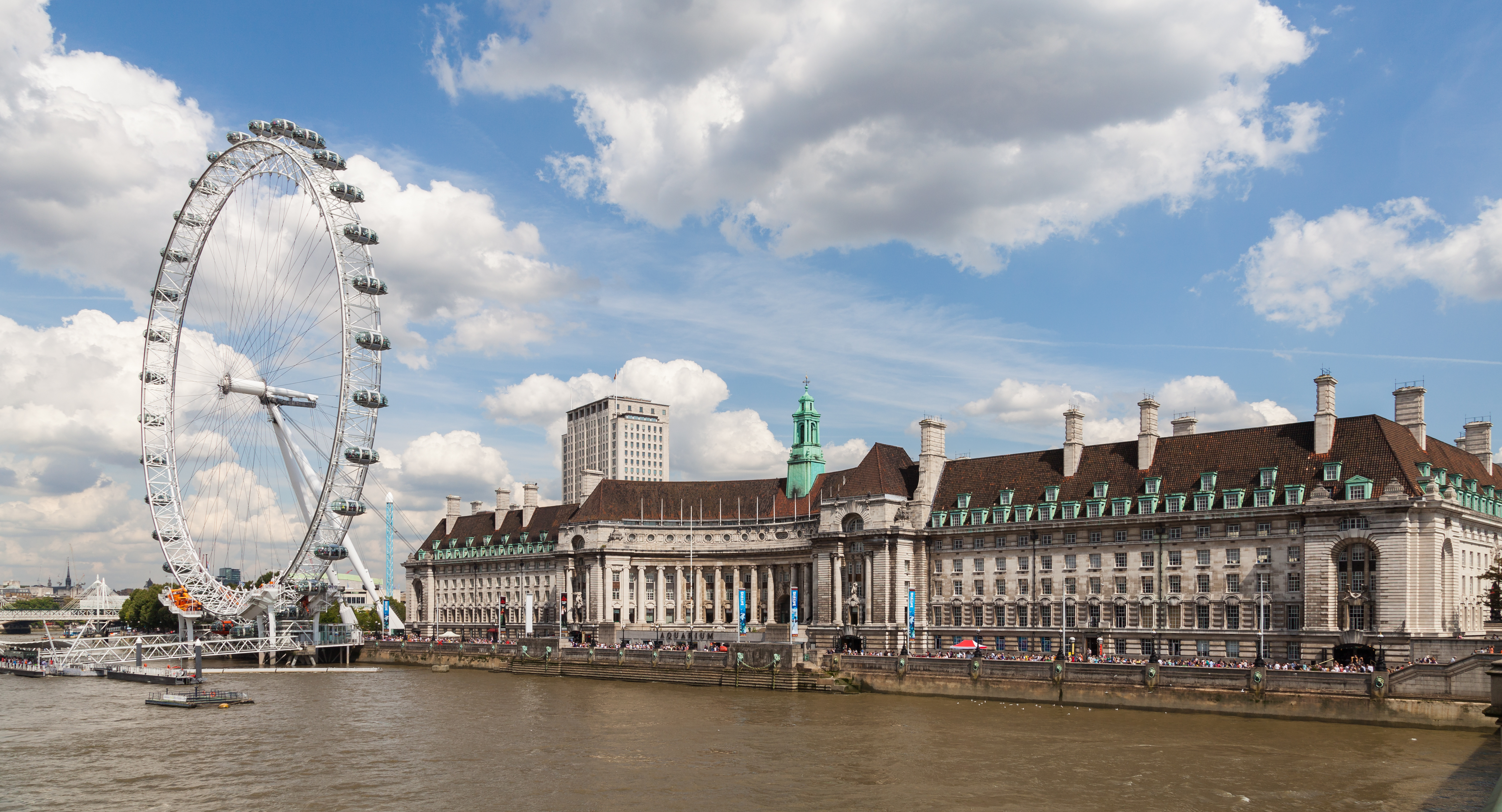
El County Hall.

El Salón Condal (County Hall en inglés) es un edificio situado en el distrito londinense de Lambeth, fue la sede del Consejo del Gran Londres. El edificio está a orillas del río Támesis, al norte del Westminster Bridge y enfrente del Palacio de Westminster. Las estaciones de metro más cercanas son Waterloo y Westminster.
Hoy en día el County Hall es un lugar de negocios y atracciones, que incluyen el Universo Dalí, el London Aquarium y una zona de juegos arcade Namco Station. La London Eye está al lado del edificio, y sus taquillas y tiendas están dentro. También hay una zona de salas de exhibiciones que fueron la sede de la Saatchi Gallery desde 2003 a 2006 y que ahora se usa para exposiciones itinerantes. Otras partes del edificio albergan dos hoteles (un Premier Travel Inn y un Marriott Hotel de cinco estrellas), varios restaurantes y algunas viviendas. Otros espacios están disponibles para otros usos, incluida la cámara del consejo de Londres en el corazón del edificio.

## Historia
El edificio principal de seis plantas fue diseñado por Ralph Knott. Su fachada está realizada en piedra de Portland en un estilo "Barroco Eduardino". La construcción, que fue llevada a cabo por Holland, Hannen & Cubbitts, comenzó en 1911 y fue inaugurada en 1922 por el rey Jorge V. Los edificios posteriores (el bloque norte y el sur) fueron completados posteriormente y abrieron en 1974.